# رود ایست
رود ایست (به لاتین: Iset) یک رود در روسیه است که در استان سوردلوفسک واقع شده‌است.